# Pityrogramma trifoliata
Pityrogramma trifoliata är en kantbräkenväxtart som först beskrevs av Carolus Linnaeus, och fick sitt nu gällande namn av R. Tryon. Pityrogramma trifoliata ingår i släktet Pityrogramma och familjen Pteridaceae. Inga underarter finns listade.